# Quattro terzi
Il sistema Quattro Terzi (Four Thirds) è uno standard fotografico presentato nel 2002 e sviluppato da Olympus e Kodak per applicazioni nel campo della fotografia digitale.

Tabella comparativa dei diversi formati

Il nome Quattro Terzi deriva dalla dimensione del sensore, la cui superficie è pari a quella del vecchio tubo catodico da 4/3" di diametro. In realtà lo standard Quattro Terzi non specifica il fattore di forma, ma solo la dimensione della diagonale del sensore, per cui un sensore con fattore di forma pari a 3:2 non è escluso a priori.
Questo standard differisce dal più diffuso APS (Advanced Photo System) per un sensore di dimensioni inferiori (17,3 mm x 13 mm, contro i 25,1 mm x 16,7 mm dell'APS-C), ma soprattutto per il rapporto base/altezza che è appunto pari a 4/3, mentre nell'APS-C è di 3/2. Questo consentirebbe, secondo i progettisti, una ottimizzazione delle prestazioni fotografiche e favorirebbe la realizzazione di corpi macchina e ottiche molto compatti.
In particolare, le ottiche sul sistema Quattro Terzi offrono un angolo di campo dimezzato rispetto ad ottiche di uguale lunghezza focale montate su corpi macchina Full frame o sui tradizionali corpi a pellicola di formato 35mm.

## Compatibilità
Lo standard Quattro Terzi comprende anche una particolare versione di raccordo con innesto a baionetta tra corpo macchina ed obiettivi, che rende compatibili tra di loro i componenti prodotti dalle aziende che hanno aderito allo standard.
Queste aziende al momento sono (in ordine alfabetico):
- Carl Zeiss
- Cosina
- Fuji
- Kodak
- Komamura
- Leica
- Olympus
- Panasonic
- Sanyo
- Schneider Kreuznach
- Sigma

## Micro Quattro Terzi
A fine 2008 Olympus e Panasonic hanno presentato il nuovo standard Micro Quattro Terzi (Micro Four Thirds) privo di specchio reflex e di pentaprisma, con corpi macchina ancora più compatti.